# 2011-es Superleague Formula szezon
A 2011-es Superleague Formula szezon  volt a sorozat negyedik és egyben utolsó idénye. A bajnokság június 4-én kezdődött meg az TT Circuit Assen versenypályán és a tervek szerint Új-Zélandon fejeződött volna be december 11-én. Rendezési problémák miatt mindössze kettő helyszínen tartottak versenyeket. A szezon és egyben a bajnokság augusztusban véget ért.

## Csapatok és versenyzők
| Induló                                | Versenycsapat              | #  | Versenyző           | Forduló |
| ------------------------------------- | -------------------------- | -- | ------------------- | ------- |
| Belgium – R.S.C. Anderlecht           | Azerti Motorsport          | 1  | Neel Jani           | összes  |
| Hollandia – PSV Eindhoven             | Azerti Motorsport          | 2  | Yelmer Buurman      | összes  |
| Franciaország – Girondins de Bordeaux | Azerti Motorsport          | 3  | Tristan Gommendy    | összes  |
| Csehország – AC Sparta Prague         | Atech Reid Grand Prix      | 4  | Filip Salaquarda    | összes  |
| Luxemburg                             | Atech Reid Grand Prix      | 5  | Frédéric Vervisch   | összes  |
| Új-Zéland                             | Atech Reid Grand Prix      | 6  | Earl Bamber         | 1       |
| Új-Zéland                             | Atech Reid Grand Prix      | 6  | Chris van der Drift | 2       |
| Japán                                 | Atech Reid Grand Prix      | 7  | Duncan Tappy        | 1       |
| Japán                                 | Atech Reid Grand Prix      | 7  | Robert Doornbos     | 2       |
| Hollandia                             | Atech Reid Grand Prix      | 8  | Robert Doornbos     | 1       |
| Oroszország                           | Atech Reid Grand Prix      | 17 | Mihail Aljosin      | 2       |
| Spanyolország – Atlético de Madrid    | EmiliodeVillota Motorsport | 9  | María de Villota    | 1       |
| Spanyolország – Atlético de Madrid    | EmiliodeVillota Motorsport | 9  | Andy Soucek         | 2       |
| Törökország – Galatasaray S.K.        | EmiliodeVillota Motorsport | 10 | Andy Soucek         | 1       |
| Törökország – Galatasaray S.K.        | EmiliodeVillota Motorsport | 10 | Duncan Tappy        | 2       |
| Kína                                  | EmiliodeVillota Motorsport | 11 | Ho-Pin Tung         | 1       |
| Dél-Korea                             | EmiliodeVillota Motorsport | 19 | Max Wissel          | 2       |
| Brazília                              | Alan Docking Racing        | 14 | Antônio Pizzonia    | összes  |
| Ausztrália                            | Alan Docking Racing        | 24 | John Martin         | összes  |
| Anglia                                | Alan Docking Racing        | 31 | Craig Dolby         | összes  |

## Versenynaptár
| Forduló | Forduló | Dátum           | Versenypálya                         | Pályarajz |
| ------- | ------- | --------------- | ------------------------------------ | --------- |
| 1       | 1       | június 4–5.     | TT Circuit Assen                     |           |
| 1       | 2       | június 4–5.     | TT Circuit Assen                     |           |
| 2       | 3       | július 16–17.   | Cicruit Zolder                       |           |
| 2       | 4       | július 16–17.   | Cicruit Zolder                       |           |
| –       | –       | szeptember 3–4. | Smolensk Ring                        |           |
| –       | –       | szeptember 3–4. | Smolensk Ring                        |           |
| –       | –       | október 8–9.    | Autódromo Internacional Ayrton Senna |           |
| –       | –       | október 8–9.    | Autódromo Internacional Ayrton Senna |           |
| –       | –       | október 15–16.  | ismeretlen                           |           |
| –       | –       | október 15–16.  | ismeretlen                           |           |
| –       | –       | október 29–30.  | Beijing International Street Circuit |           |
| –       | –       | október 29–30.  | Beijing International Street Circuit |           |
| –       | –       | november 5–6.   | ismeretlen                           |           |
| –       | –       | november 5–6.   | ismeretlen                           |           |
| –       | –       | november 12–13. | ismeretlen                           |           |
| –       | –       | november 12–13. | ismeretlen                           |           |
| –       | –       | december 10–11. | ismeretlen                           |           |
| –       | –       | december 10–11. | ismeretlen                           |           |

## Összefoglaló
| Forduló | Forduló | Versenypálya     | Dátum         | Pole-pozíció                         | Leggyorsabb kör                      | Győztes                        | Győztes               | Listavezető            | Előny |
| Forduló | Forduló | Versenypálya     | Dátum         | Pole-pozíció                         | Leggyorsabb kör                      | résztvevő                      | versenycsapat         | Listavezető            | Előny |
| ------- | ------- | ---------------- | ------------- | ------------------------------------ | ------------------------------------ | ------------------------------ | --------------------- | ---------------------- | ----- |
| 1       | V1      | TT Circuit Assen | június 4–5.   | Franciaország – GDB Tristan Gommendy | Franciaország – GDB Tristan Gommendy | Hollandia – PSV Yelmer Buurman | Azerti Motorsport     | Japán Duncan Tappy     | 0     |
| 1       | V2      | TT Circuit Assen | június 4–5.   |                                      | Csehország – SPR Filip Salaquarda    | Japán Duncan Tappy             | Atech Reid Grand Prix | Japán Duncan Tappy     | 0     |
| 2       | V1      | Circuit Zolder   | július 16–17. | Anglia Craig Dolby                   | Új-Zéland Chris van der Drift        | Anglia Craig Dolby             | Alan Docking Racing   | Ausztrália John Martin | 22    |
| 2       | V2      | Circuit Zolder   | július 16–17. |                                      | Ausztrália John Martin               | Ausztrália John Martin         | Alan Docking Racing   | Ausztrália John Martin | 22    |

## Végeredmény
Pontrendszer
| 1. és 2. verseny | 1. és 2. verseny | 1. és 2. verseny | 1. és 2. verseny | 1. és 2. verseny | 1. és 2. verseny | 1. és 2. verseny | 1. és 2. verseny | 1. és 2. verseny | 1. és 2. verseny | 1. és 2. verseny | 1. és 2. verseny | 1. és 2. verseny | 1. és 2. verseny | 1. és 2. verseny | 1. és 2. verseny | 1. és 2. verseny | 1. és 2. verseny | 1. és 2. verseny | 1. és 2. verseny | 1. és 2. verseny | 1. és 2. verseny | Szuperfinálé | Szuperfinálé | Szuperfinálé | Szuperfinálé | Szuperfinálé | Szuperfinálé |
| 1.               | 2.               | 3.               | 4.               | 5.               | 6.               | 7.               | 8.               | 9.               | 10.              | 11.              | 12.              | 13.              | 14.              | 15.              | 16.              | 17.              | 18.              | 19.              | 20.              | 21.              | 22.              | 1.           | 2.           | 3.           | 4.           | 5.           | 6.           |
| ---------------- | ---------------- | ---------------- | ---------------- | ---------------- | ---------------- | ---------------- | ---------------- | ---------------- | ---------------- | ---------------- | ---------------- | ---------------- | ---------------- | ---------------- | ---------------- | ---------------- | ---------------- | ---------------- | ---------------- | ---------------- | ---------------- | ------------ | ------------ | ------------ | ------------ | ------------ | ------------ |
| 50               | 45               | 40               | 36               | 32               | 29               | 26               | 23               | 20               | 18               | 16               | 14               | 12               | 10               | 8                | 7                | 6                | 5                | 4                | 3                | 2                | 1                | 6            | 5            | 4            | 3            | 2            | 1            |

| Helyezés | Induló                                | Versenyző           | ASS | ASS | ASS | ZOL | ZOL | ZOL | Pont |
| Helyezés | Induló                                | Versenyző           | V1  | V2  | S   | V1  | V2  | S   | Pont |
| -------- | ------------------------------------- | ------------------- | --- | --- | --- | --- | --- | --- | ---- |
| 1        | Ausztrália                            | John Martin         | 6   | 2   | 4   | 7   | 1   | 2   | 158  |
| 2        | Japán                                 | Duncan Tappy        | 7   | 1   | 6   |     |     |     | 136  |
| 2        | Japán                                 | Robert Doornbos     |     |     |     | 5   | 7   | 6   | 136  |
| 3        | Luxemburg                             | Frédéric Vervisch   | 3   | 13  | DN  | 3   | 4   | 1   | 134  |
| 4        | Hollandia – PSV Eindhoven             | Yelmer Buurman      | 1   | 10  | 3   | 6   | 6   | 7   | 130  |
| 5        | Belgium – RSC Anderlecht              | Neel Jani           | 4   | 9   | 7   | 2   | 9   | 3   | 125  |
| 6        | Anglia                                | Craig Dolby         | 2   | 8   | 1   | 1   | 13  | X   | 124  |
| 7        | Új-Zéland                             | Earl Bamber         | 9   | 5   | X   |     |     |     | 113  |
| 7        | Új-Zéland                             | Chris van der Drift |     |     |     | 4   | 8   | 5   | 113  |
| 8        | Brazília                              | Antônio Pizzonia    | 8   | 3   | 2   | 9   | 12  | X   | 102  |
| 9        | Csehország – AC Sparta Praha          | Filip Salaquarda    | 5   | 6   | 5   | 12  | 10  | X   | 95   |
| 10       | Törökország – Galatasaray SK          | Andy Soucek         | 13  | 7   | X   |     |     |     | 88   |
| 10       | Törökország – Galatasaray SK          | Duncan Tappy        |     |     |     | 10  | 5   | X   | 88   |
| 11       | Dél-Korea                             | Max Wissel          |     |     |     | 8   | 2   | 4   | 71   |
| 12       | Oroszország                           | Mihail Aljosin      |     |     |     | 11  | 3   | 8   | 56   |
| 13       | Franciaország – Girondins de Bordeaux | Tristan Gommendy    | 14  | 4   | X   | 14  | 11  | X   | 52   |
| 14       | Kína                                  | Ho-Pin Tung         | 10  | 11  | X   |     |     |     | 34   |
| 15       | Spanyolország – Atlético de Madrid    | María de Villota    | 12  | 12  | X   |     |     |     | 28   |
| 15       | Spanyolország – Atlético de Madrid    | Andy Soucek         |     |     |     | 13  | 14  | X   | 28   |
| 16       | Hollandia                             | Robert Doornbos     | 11  | Ni  | X   |     |     |     | 16   |
| Helyezés | Induló                                | Versenyző           | V1  | V2  | S   | V1  | V2  | S   | Pont |
| Helyezés | Induló                                | Versenyző           | ASS | ASS | ASS | ZOL | ZOL | ZOL | Pont |